# Полицитемия
Полицитемия (также известная как полицитемия, полиглобулия и эритроцитоз) представляет собой болезненное состояние, при котором гематокрит (объемный процент эритроцитов в крови) и/или концентрация гемоглобина в периферической крови повышены.
Она может быть обусловлена увеличением количества эритроцитов («абсолютная полицитемия») или уменьшением объёма плазмы («относительная полицитемия»). Полицитемию иногда называют эритроцитозом, но эти термины не являются синонимами, поскольку полицитемия описывает любое увеличение массы эритроцитов (независимо от того, связано ли это с эритроцитозом или нет), тогда как эритроцитоз представляет собой документально подтвержденное увеличение количества эритроцитов.
Неотложное лечение полицитемии (например, при повышенной вязкости или тромбозе) заключается в флеботомии (удаление крови из кровообращения). В зависимости от основной причины флеботомия также может использоваться на регулярной основе для снижения гематокрита. Миелосупрессивные препараты, такие как гидроксимочевина, иногда используются для длительного лечения полицитемии.

## Абсолютная полицитемия
Перепроизводство эритроцитов может быть связано с первичным процессом в костном мозге (так называемый миелопролиферативный синдром), может быть реакцией на хронически низкий уровень кислорода или, реже, злокачественным новообразованием. В качестве альтернативы, дополнительные эритроциты могли быть получены в результате другого процесса, например, в результате чрезмерного переливания (случайно или преднамеренно в качестве допинга) или во время беременности у близнеца-реципиента, перенесшего синдром трансфузии от близнеца к близнецу. 

### Первичная полицитемия
Первичные полицитемии обусловлены факторами, присущими предшественникам эритроцитов. Истинная полицитемия (PCV), истинная красная полицитемия (PRV) или эритремия возникает, когда избыток эритроцитов вырабатывается в результате аномалии костного мозга. Часто также вырабатываются избыточные лейкоциты и тромбоциты. PCV классифицируется как миелопролиферативное заболевание. Симптомы включают головную боль и головокружение, а признаки при физикальном обследовании включают аномальное увеличение селезенки и/или печени. В некоторых случаях у пострадавших могут быть сопутствующие заболевания, включая высокое кровяное давление или образование тромбов. Трансформация в острый лейкоз наблюдается редко. Флеботомия является основой лечения. Отличительным признаком полицитемии является повышенный гематокрит, при этом Hct > 55 % наблюдается в 83 % случаев. Соматическая (ненаследственная) мутация (V617F) в гене JAK2, также присутствующая при других миелопролиферативных заболеваниях, обнаруживается в 95 % случаев.
Первичная семейная полицитемия, также известная как первичная семейная и врожденная полицитемия (ПСВП), существует как доброкачественное наследственное заболевание, в отличие от миелопролиферативных изменений, связанных с приобретенной ЦВС. Во многих семьях ПФХП возникает из-за аутосомно-доминантной мутации в гене рецептора эритропоэтина EPOR. ПСВП может вызвать увеличение кислородной емкости крови до 50 %; лыжник Ээро Мянтюранта имел ПСВП, что, как считается, дало ему большое преимущество в соревнованиях на выносливость.

### Вторичная полицитемия
Вторичная полицитемия вызывается либо естественным, либо искусственным увеличением продукции эритропоэтина, следовательно, увеличением продукции эритроцитов. При вторичной полицитемии на кубический миллиметр крови может приходиться от 6 до 8 миллионов, а иногда и 9 миллионов эритроцитов. Вторичная полицитемия проходит после лечения основной причины. 
Вторичная полицитемия, при которой выработка эритропоэтина соответствующим образом увеличивается, называется физиологической полицитемией.
Условия, которые могут привести к физиологически приемлемой полицитемии, включают:
- Связанная с высотой. Эта физиологическая полицитемия является нормальной адаптацией к жизни на большой высоте (см. высотная болезнь). Многие спортсмены тренируются на большой высоте, чтобы воспользоваться этим эффектом, который можно считать легальной формой допинга крови. Некоторые люди считают, что спортсмены с первичной полицитемией могут иметь конкурентное преимущество благодаря большей выносливости. Однако это ещё предстоит доказать из-за многогранных осложнений, связанных с этим заболеванием.
- Гипоксическая болезнь, связанная, например, с цианотическим заболеванием сердца, когда уровень кислорода в крови значительно снижен, также может возникать в результате гипоксического заболевания легких, такого как ХОБЛ, и в результате хронического обструктивного апноэ во сне.
- Ятрогения — вторичная полицитемия может быть вызвана непосредственно флеботомией (кровопусканием) для забора некоторого количества крови, концентрации эритроцитов и их возврата в организм.
- Генетические. Также существуют наследственные причины вторичной полицитемии, связанные с нарушением высвобождения кислорода гемоглобином. Сюда входят пациенты с особой формой гемоглобина, известной как Hb Chesapeake, которая имеет более высокое сродство к кислороду, чем нормальный взрослый гемоглобин. Это снижает доставку кислорода к почкам, вызывая увеличение продукции эритропоэтина и результирующую полицитемию. Гемоглобин Кемпси также дает аналогичную клиническую картину. Эти состояния относительно редки.

Состояния, при которых вторичная полицитемия не вызвана физиологической адаптацией и возникает независимо от потребностей организма, включают: 
- Новообразования — почечно-клеточная карцинома или опухоли печени, болезнь Гиппеля-Линдау и эндокринные нарушения, включая феохромоцитому и аденому надпочечников с синдромом Кушинга.
- У людей, у которых уровень тестостерона высок из-за использования анаболических стероидов, в том числе у спортсменов, злоупотребляющих стероидами, или у людей, получающих заместительную терапию тестостероном при гипогонадизме или трансгендерной заместительной гормональной терапии, может развиться вторичная полицитемия.
- Допинг крови. Вторичная полицитемия может быть вызвана выносливыми спортсменами, которые принимают препараты, стимулирующие эритропоэтин, переливают кровь и принимают другие меры для увеличения массы эритроцитов с целью увеличения способности транспортировать кислород[7].

### Изменённое восприятие кислорода
Было показано, что наследственные мутации в трех генах, которые приводят к повышенной стабильности факторов, индуцируемых гипоксией, что приводит к увеличению продукции эритропоэтина, вызывают эритроцитоз: 
- Чувашский эритроцитоз — аутосомно-рецессивная форма эритроцитоза, эндемичная для больных Чувашской Республики в России. Эритроцитоз у чувашей связан с гомозиготностью по мутации С598Т в гене фон Хиппеля-Линдау (VHL), необходимой для разрушения факторов, индуцируемых гипоксией, в присутствии кислорода[8]. Скопления больных чувашским эритроцитозом обнаружены и в других популяциях, например на итальянском острове Искья, расположенном в Неаполитанском заливе[9].
- Эритроцитоз PHD2: гетерозиготность по потере функции мутаций гена PHD2 связана с аутосомно-доминантным эритроцитозом и повышенной активностью факторов, индуцируемых гипоксией[10][11].
- Эритроцитоз HIF2α: мутации с приобретением функции в HIF2α связаны с аутосомно-доминантным эритроцитозом[12] и легочной гипертензией[13].

## Относительная полицитемия
Относительная полицитемия — явное повышение уровня эритроцитов в крови; однако основной причиной является снижение уровня плазмы крови (гиповолемия, ср. обезвоживание). Относительная полицитемия часто вызывается потерей жидкости организмом, например, в результате ожогов, обезвоживания и стресса. Специфическим типом относительной полицитемии является синдром Гайсбека. При этом синдроме, в первую очередь встречающемся у мужчин с ожирением, гипертония вызывает уменьшение объёма плазмы, что приводит (среди прочих изменений) к относительному увеличению числа эритроцитов.

## Симптомы
Врачи говорят, что пациенты могут не испытывать каких-либо заметных симптомов ИП до поздних стадий. Несмотря на расплывчатость, эти симптомы могут помочь пациентам получить помощь в первые годы прогрессирования. 
- Сильная головная боль
- Головокружение, утомляемость и усталость
- Необычное кровотечение, носовое кровотечение
- Боль
- Зуд
- Онемение или покалывание в разных частях тела[15]

## Известные люди
Полицитемия связана с повышением производительности в видах спорта на выносливость из-за того, что кровь способна хранить больше кислорода. Это также может быть связано с ущербом от курения.
- Ээро Мянтюранта, финский лыжник.
- Боб Ньюхарт, американский комик[16]

## Использованная литература
1. 1 2  Drug Indications Extracted from FAERS — doi:10.5281/ZENODO.1435999
2. ↑  "absolute polycythemia" at Dorland's Medical Dictionary
3. ↑  "relative polycythemia" at Dorland's Medical Dictionary
4. ↑  Spivak, Jerry L. (July 2019). How I treat polycythemia vera. Blood (англ.). 134 (4): 341–352. doi:10.1182/blood.2018834044. ISSN 0006-4971. PMID 31151982. Архивировано 16 июня 2022. Дата обращения: 18 сентября 2022.
5. ↑  OMIM — Polycythemia, Primary Familial snd Congenital; PFCP
6. ↑  Guardian newspaper: interview with Malcolm Gladwell, 29 September 2013. Дата обращения: 18 сентября 2022. Архивировано 12 июля 2022 года.
7. ↑  Sottas, Pierre-Edouard (2011-05-01). Prevalence of Blood Doping in Samples Collected from Elite Track and Field Athletes. Clinical Chemistry. 57 (5): 762–769. doi:10.1373/clinchem.2010.156067. PMID 21427381.
8. ↑  Disruption of oxygen homeostasis underlies congenital Chuvash erythrocytosis. Nat. Genet. 32 (4): 614–21. December 2002. doi:10.1038/ng1019. PMID 12415268.
9. ↑  Von Hippel-Lindau-dependent polycythemia is endemic on the island of Ischia: identification of a novel cluster. Blood. 107 (2): 514–29. January 2006. doi:10.1182/blood-2005-06-2422. PMID 16210343.
10. ↑  A family with erythrocytosis establishes a role for prolyl hydroxylase domain protein 2 in oxygen homeostasis. Proc. Natl. Acad. Sci. U.S.A. 103 (3): 654–59. January 2006. doi:10.1073/pnas.0508423103. PMID 16407130.
11. ↑  A novel erythrocytosis-associated PHD2 mutation suggests the location of a HIF binding groove. Blood. 110 (6): 2193–96. September 2007. doi:10.1182/blood-2007-04-084434. PMID 17579185.
12. ↑  A gain-of-function mutation in the HIF2A gene in familial erythrocytosis. N. Engl. J. Med. 358 (2): 162–68. January 2008. doi:10.1056/NEJMoa073123. PMID 18184961.
13. ↑  Autosomal dominant erythrocytosis and pulmonary arterial hypertension associated with an activating HIF2 alpha mutation. Blood. 112 (3): 919–21. August 2008. doi:10.1182/blood-2008-04-153718. PMID 18650473.
14. ↑  Stefanini, Mario (July 1978). Gaisböck's syndrome: its hematologic, biochemical and hormonal parameters. Angiology. 29 (7): 520–33. doi:10.1177/000331977802900703. ISSN 0003-3197. PMID 686487.
15. ↑  Polycythemia Vera. Mayo Clinic. Дата обращения: 18 сентября 2022. Архивировано 17 июня 2022 года.
16. ↑  Newhart, Bob (2006). I Shouldn’t Even Be Doing This!. New York: Hyperion. ISBN 1-4013-0246-7